# Furaneol
Furaneol ist eine auch natürlich vorkommende chemische Verbindung aus der Gruppe der Furanone. Der Name ist ein eingetragenes Warenzeichen der Firma Firmenich S.A. Genf.

## Vorkommen

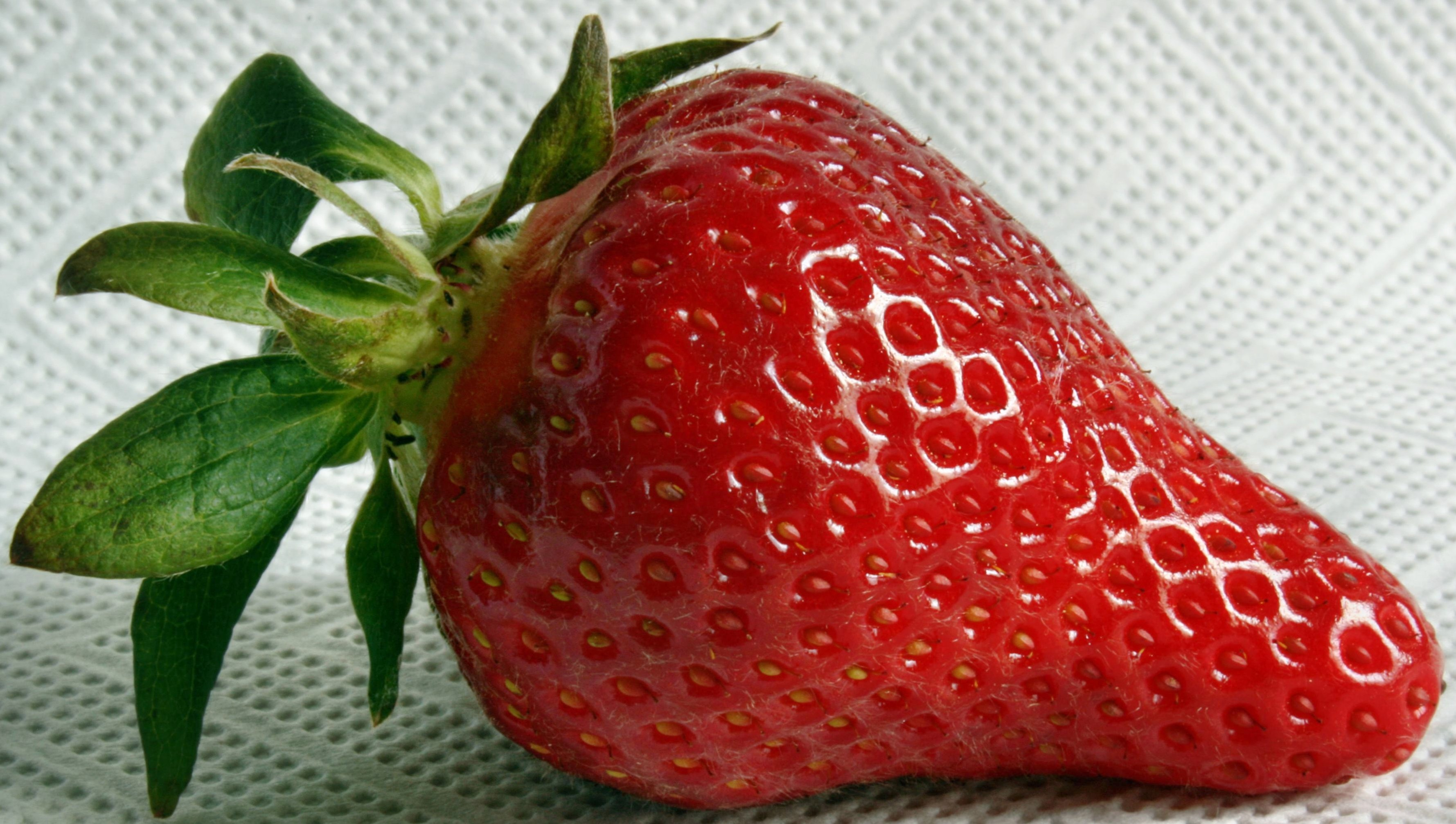
Erdbeere

Furaneol kommt natürlich in Erdbeeren und einer Vielzahl von anderen Früchten vor. So ist es mitverantwortlich für den Geruch von frischer Ananas. Es ist auch für den Geruch von Buchweizen und Tomaten wichtig. Auch zum Geruch von geröstetem Kaffee trägt es bei.

## Gewinnung und Darstellung
Für die Synthese von Furaneol sind verschiedene Reaktionen bekannt.
Es wurde 1963 zuerst von Hodge et al. durch eine Maillard-Reaktion von Rhamnose mit Piperidinacetat synthetisiert und 1965 durch Rodin auch in Ananas nachgewiesen.
Es kann auch durch eine fünfstufige Reaktion ausgehend von Weinsäure in geringer Ausbeute gewonnen werden. Der entscheidende Zwischenschritt ist dabei die Bildung von (4R,5R)-4,5-Diacetyl-2,2-dimethyl-1,3-dioxolan durch Umsetzung von Methylmagnesiumchlorid mit dem entsprechenden 4,5-bis(Dimethylamid).
Möglich ist ebenfalls die Synthese durch Elektrohalogenierung eines geschützten Hexindiols (zum Beispiel 3-Hexin-2,5-diol) in einer dreistufigen Reaktion mit 39-prozentiger Ausbeute oder die Zyklisierung von
Hexandionsystemen (zum Beispiel Hexan-3,4-dion).
Ebenfalls möglich ist die biotechnologischen Darstellung ausgehend von Fructose-1,6-bisphosphat, der ein Reaktionsschema zugrunde liegt, das stark an die Glykolyse angelehnt ist.
Die Biosynthese in Erdbeeren beginnt bei 6-Deoxyfructose über Furaneol-glycosid zu Furaneol.

## Stereochemie
Es kommt in zwei enantiomeren Formen als (+)-(2R)-Furaneol und (–)-(2S)-Furaneol vor, wobei der Geruch hauptsächlich von der (R)-Form ausgeht.
| Furaneol (2 Enantiomere) | Furaneol (2 Enantiomere) |
| ------------------------ | ------------------------ |
| (S)-Konfiguration        | (R)-Konfiguration        |

## Eigenschaften
Die Substanz ist ein weißer bis gelblicher oxidations- und wärmeempfindlicher Feststoff. Sein Aroma ist facettenreich und verändert sich von fruchtig in starker Verdünnung über karamellartig bis hin zu röstartig in höheren Konzentrationen.

## Verwendung
Furaneol wird als Aromastoff verwendet. Seiner niedrigen Geruchsschwelle (nasal: 150 µg/kg, retronasal: 30 µg/kg Wasser) verdankt Furaneol seine Verwendung in der Lebensmittelindustrie als Aromakomponente und Geschmacksverstärker für Backerzeugnisse.